# NGC 2427
NGC 2427 este o intermediate spiral galaxy⁠(d) situată în constelația Pupa. A fost descoperită în 1835 de către John Herschel. Se află la o distanță de 10,33 megaparseci de Pământ.